# Nadzvukový letoun

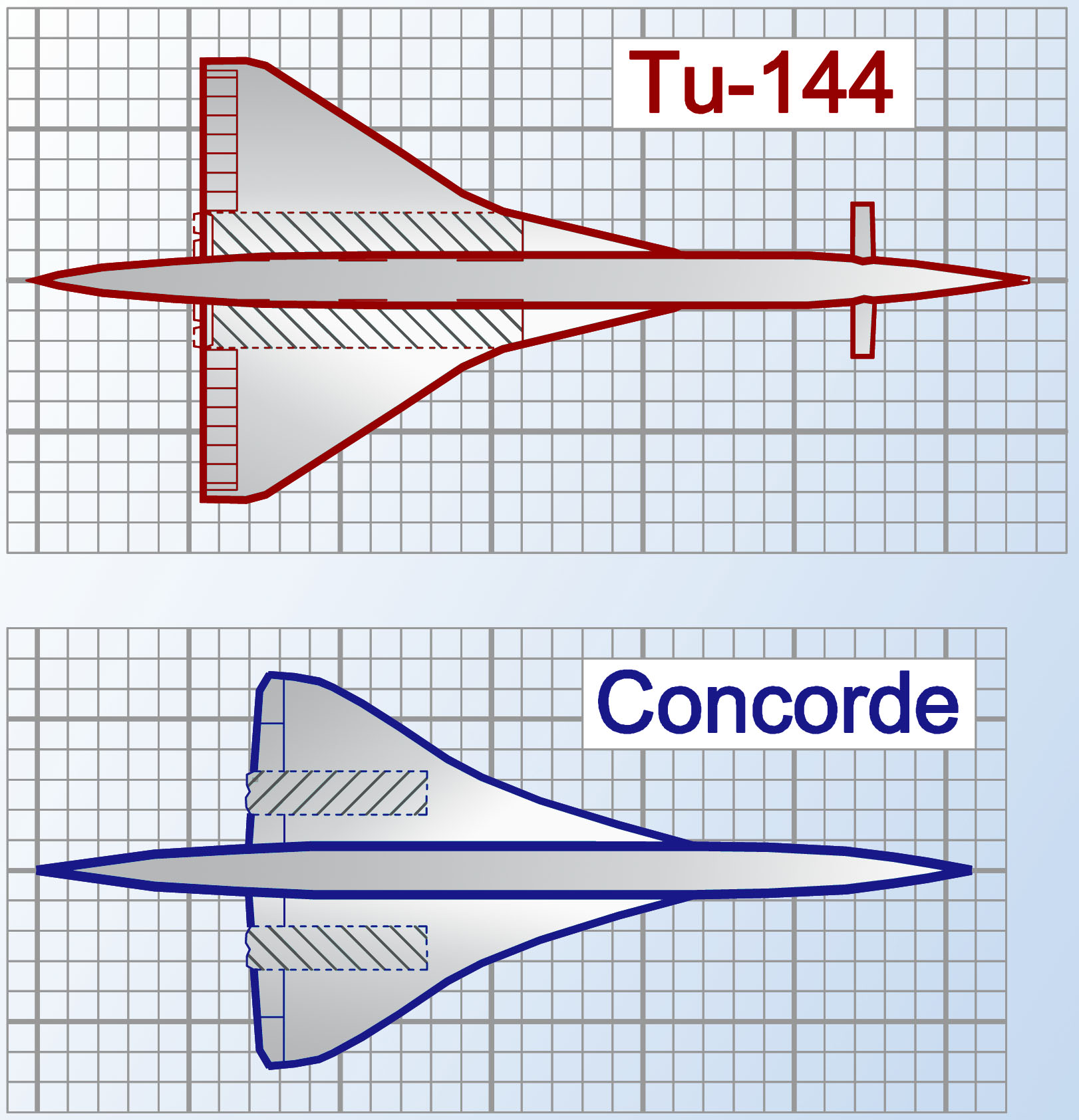
Náčrtky nadzvukových letounů Tu-144 a Concorde.

Nadzvukový letoun, také supersonik, je letoun, jehož maximální rychlost překračuje rychlost zvuku ve vzduchu.
Příkladem supersoniku byl dopravní letoun Concorde. Z bojových letounů používaných v AČR lze jmenovat třeba JAS-39 Gripen. Ze známých nadzvukových stíhacích letounů je to např. americký F-35 nebo ruský Su-57. Případem rozměrného a velkého nadzvukového letadla je ruský strategický nadzvukový bombardér Tu-160, dosahující rychlosti více než 2 Mach. Prvním letadlem, které překročilo rychlost zvuku, byl Bell X-1. Stalo se tak 14. října 1947 a pilotem byl Chuck Yeager.
Pro označení rychlostí v nadzvukové oblasti se často používá termín supersonický, při rychlostech podzvukových pak termín subsonický. Při rychlostech vyšších než Mach 5 je pak používán termín hypersonický.
Obecně mají letouny pro překračování rychlosti zvuku (v transsonické oblasti) určité problémy a pro překročení rychlosti zvuku bývají obvykle předepsány speciální postupy. Některé části letounů, v závislosti na jejich tvaru, jsou obtékány ještě podzvukovou rychlosti, zatímco v jiných místech už nadzvukovou rychlostí. Protože s přechodem do supersonické oblasti dochází ke skokové změně některých parametrů (například u křídla poměru odpor/vztlak), objevuje se v důsledku toho neobvyklé mechanické namáhání konstrukce letounu, doprovázené neobvyklým chováním letadla.
Letoun, který není schopen se pohybovat rychlostí vyšší, než je rychlost zvuku, se nazývá podzvukový letoun.

## Příklady nadzvukových letounů
- Tu-244
- Tu-444
- SR-71 „Blackbird“ – držitel rychlostního světového rekordu
- Boeing 2707
- Lockheed L-2000
- North American XB-70 Valkyrie